# Johann Friedrich Rebentisch
Johann Friedrich Rebentisch (ur. 27 listopada 1772 w Gorzowie Wielkopolskim, zm. 1 maja 1810 tamże) – niemiecki botanik i mykolog.

## Życiorys i praca naukowa
Urodził się w Gorzowie Wielkopolskim (wówczas Landsberg an der Warthe). Zajmował się badaniem mszaków, porostów, roślin nasiennych i grzybów. W 1804 roku opublikował pracę „Prodromus florae neomarchicae”, w której opisał szereg nowych gatunków i rodzajów roślin kryptogamicznych, układając je według zmodyfikowanego systemu Linneusza. Wyróżnił dwie duże grupy roślin – rośliny fanerogamiczne i kryptogamiczne. W 1805 r. Rebentisch opublikował wykaz roślin znalezionych w okolicach Berlina.
W nazwach naukowych utworzonych przez niego taksonów dodawany jest skrót jego nazwiska Reben. Uczczono go, jego nazwiskiem nazywając niektóre taksony, m.in. rodzaj grzybów Rebentischia P.Karst.